# فلين

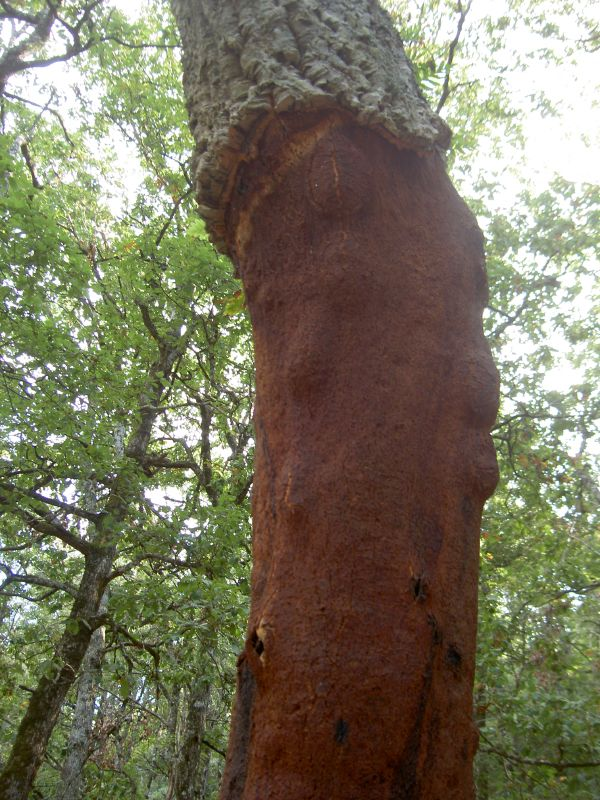
بلوط الفلين، وهو الشجرة التي تنتج الفلين (عين دراهم، تونس)

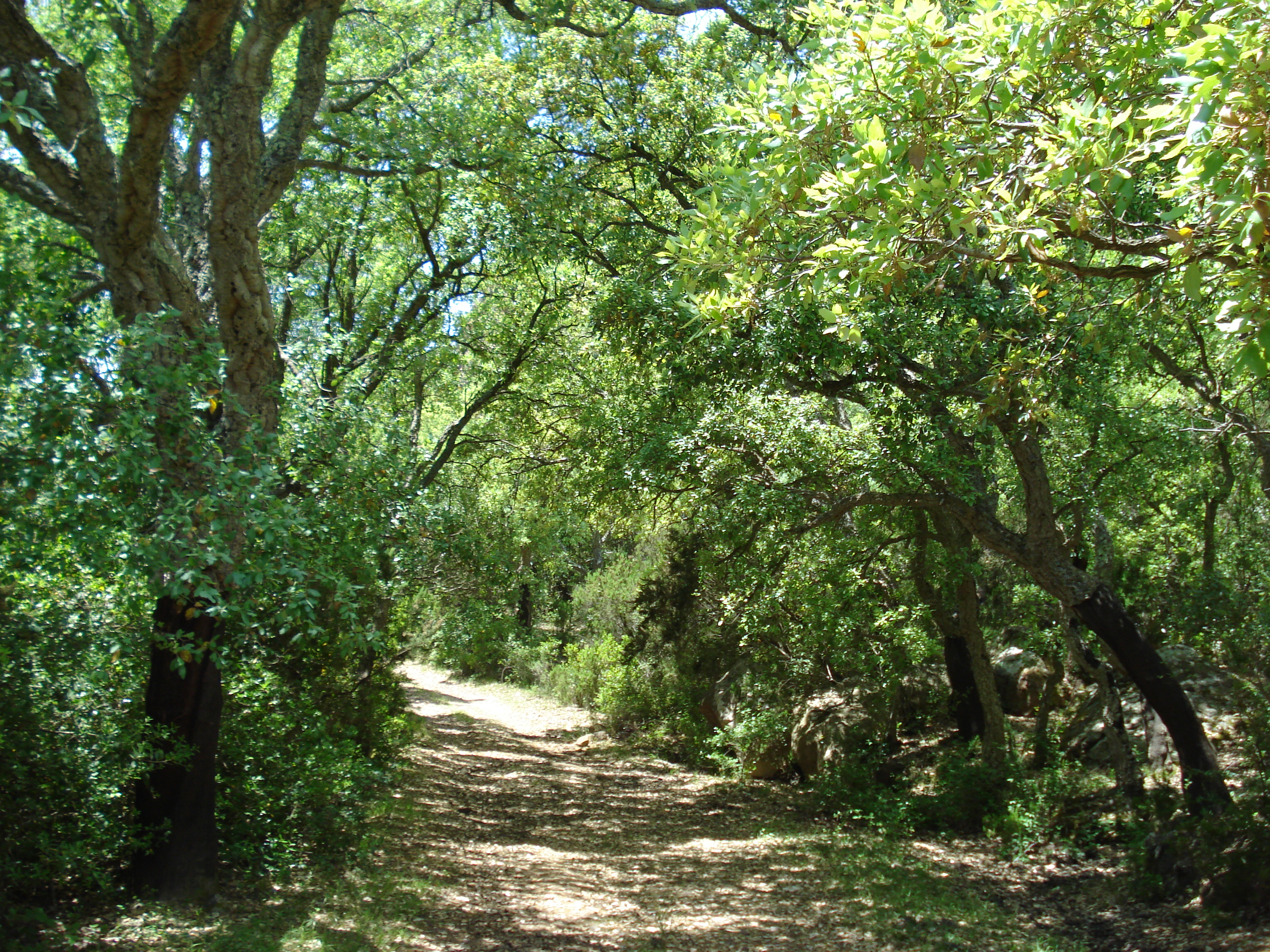
غابة بلوط الفلين بجبل سيدي محمد بالشمال الغربي التونسي

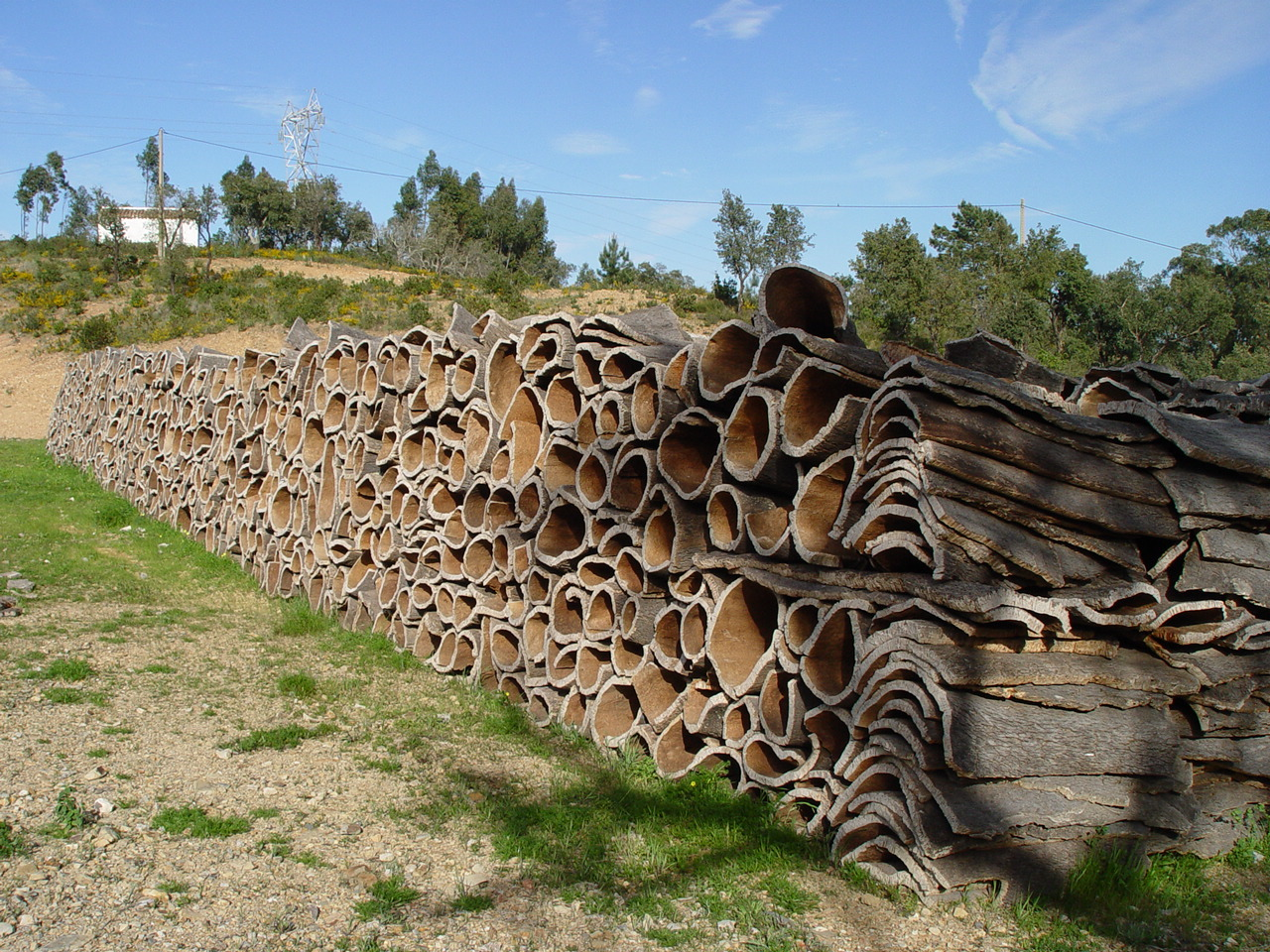
الفلين (البرتغال)

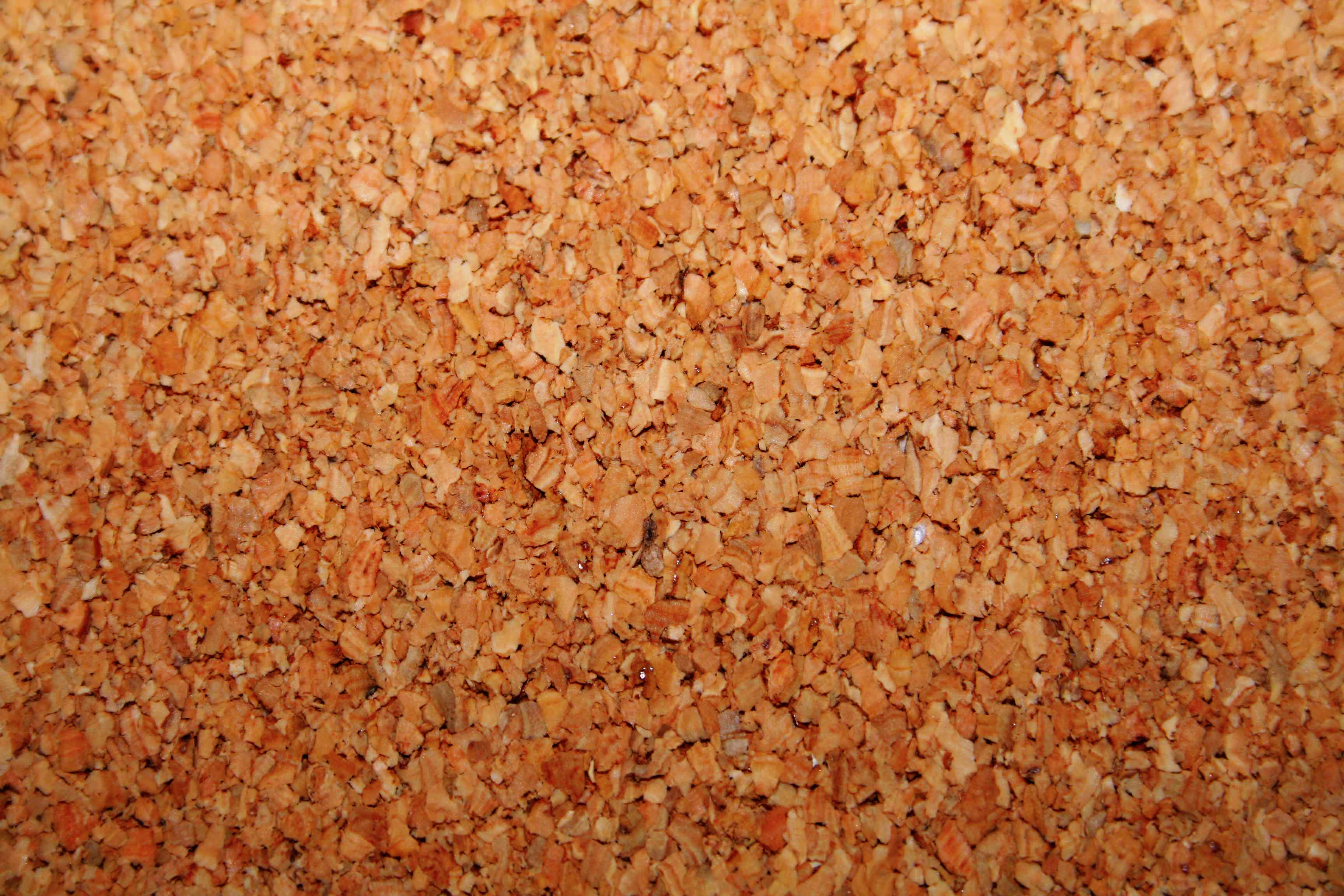
لوح فليني غير معالج

الفلين مادة تستخرج من لحاء شجر بلوط الفلين، وهي مادّة إسفنجية خفيفة الوزن، وهي لا تمتص الماء بسهولة ويمكن ضغطها إلى حد كبير، غير أنها تعود إلى حالتها الأولى بعد أن يزول الضغط. وقد استعمل الناس الفلين منذ القرن الرابع ق. م. وقد ارتدى الرومان الصنادل الفلينية، كما استعملوا الفلين لتعويم مراسي السفن وشباك الصيد. وقد صُنِعت سدادات الفلين منذ القرن السابع عشر الميلادي.

## الشجرة

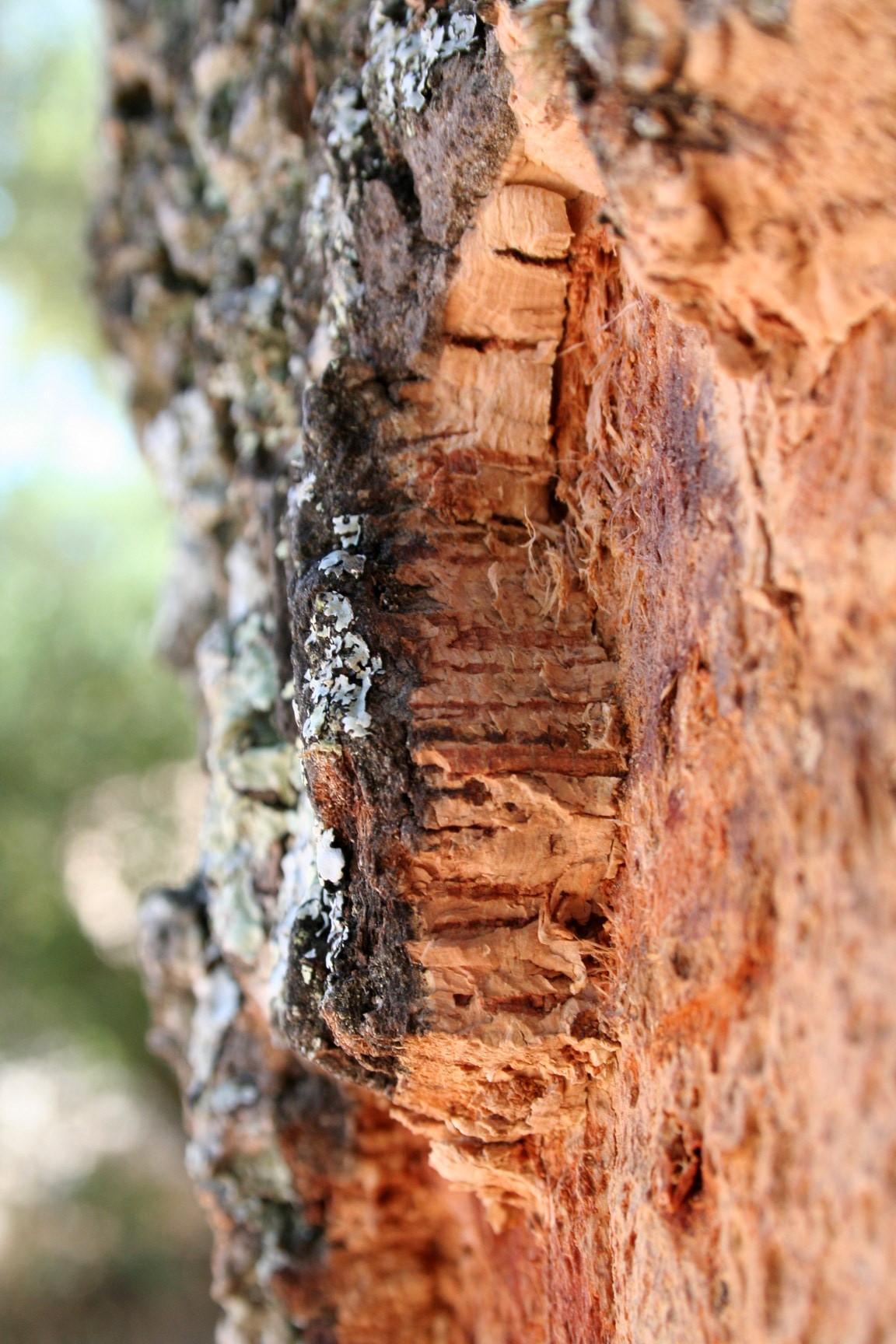
السنديان الفليني في البرتغال

شجرة الفلين بلوط حي، ويعني هذا أنها دائمة الخضرة على مدار العام. وتنمو هذه الشجرة بكثرة في البرتغال وإسبانيا والجزائر ومعظم دول المتوسط حيث ينتج معظم محصول الفلين. وتُعد إيطاليا ثالث دولة في الأهمية من حيث إنتاج الفلين. وقد زرِعَت شجرة البلوط الفليني في أجزاء من كاليفورنيا، في الولايات المتحدة الأمريكية، وفي الهند.
شجرة البلوط الفليني تمد العالم بمعظم منتجات الفلين، والفلين يجمع من قلف الشجرة ويقشر القلف كل 8 إلى 10 سنوات دون أن تتلف الشجرة. والطبقة الخارجية من القلف ميتة ويفصلها عن القلف الداخلي الحي طبقة من الخلايا المقاومة للماء تسمى فيلوديرم. ولهذه الخلايا جدران رقيقة تصبح فيما بعد كثيفة وشمعية. وتعيش شجرة البلوط من 300 إلى 400 عام، لكنها نادرًا ما تنمو في الطول إلى أكثر من 15م.

## جمع الفلين

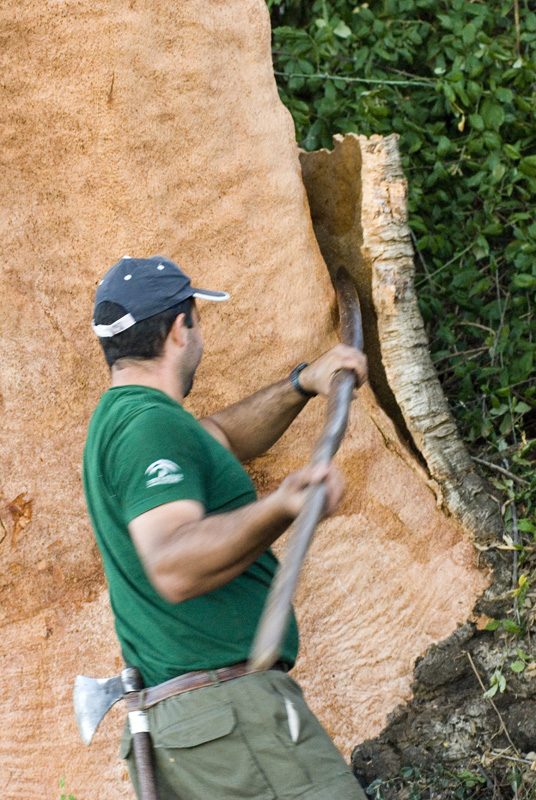
استخراج الفلين بالقرب من أراثينا، إسبانيا

ينبغي أن يبلغ عمر شجرة الفلين حوالي 20 عامًا، حتى تصبح كثافة قلفها قابلة للقشر. وتسمى الطبقة الأولى من القلف، التي تقشر لأول مرة، القلف البكر. ويقشر العمال القلف في يونيو ويوليو وأغسطس. ويمكن أن تقشر الشجرة مرة كل 8 إلى 10 سنوات. وبعد أن ينزع القلف مرتين تعطي الشجرة نوعًا جيدًا من الفلين.
ويستعمل قاشر الفلين بلطة بمقبض طويل ليقطع من القلف أجزاء مستطيلة ممتدة من أعلى الفروع السفلى إلى قاع الشجرة. وترفع أجزاء القلف بعناية بالطرف المشكل لمقبض البلطة. وتستمر الأدمة الفلينية الجديدة في التكون، ولذلك فإن نتاج الفلين يكثر بعد كل عملية قشر. ولكن لا ينمو الفلين ثانية، في منطقة أتلفت فيها بلطة القاشر الطبقة الداخلية الحية من القلف نحو الكامبيوم. فالخلايا في هذا النسيج تنقسم لتكون طبقات جديدة من الخشب وخلايا القلف. تغلى شرائح الفلين المقشور، وتكحت الطبقة الخارجية الرملية الخشنة. ويذيب الغليان حمض التانيك ويفصله عن الفلين، وتنعم المادة حتى تصبح الشرائح قابلةً للتمديد والطي في حزم. ويصنف الفلين، قبل شحنه في السفن، طبقًا لنوعه وكثافته.

## استعمالات الفلين
يستعمل معظم الفلين كمادة عازلة. ولهذا الغرض يجمع ويضغط في شكل ألواح وأغطية أنابيب. وبهذا الشكل يغطي الفلين الجدران وأنابيب التجميد لآلاف النباتات المخزونة المبرَّدة، ومصانع حفظ اللحوم، ومصانع الآيس كريم، وتنقية الزيت. ويطفو الفلين في الماء، ومن هنا فهو يستعمل في صناعة الطوافي وعوامات شباك الصيد. وتُصنع مشمعات الأرضيات بمزج مسحوق الفلين مع زيت بذرة الكتان، ويُنْشَر هذا المعجون فوق قماش القنَّب أو الخيش. ويمكن جعل الأرضيات والجدران والسقوف عازلة للصوت باستعمال ألواح الفلين. ومن الاستعمالات الأساسية للفلين استعماله في سدادات القوارير، حيث تستخدم حشيات رقيقة من الفلين، لختم الجزء الداخلي للأغطية المعدنية للقوارير. وبالإضافة إلى هذا يستعمل الفلين في الأغطية العازلة للماء، وفي نسيج البالون، وفي حشو طلقات بنادق الرش. وتحرق نشارة الفلين لصنع الصبغ الأسود الإسباني، أو الأسود الفليني، وهو صبغ يستعمله الفنّانون.